# Dreifaltigkeits-Krankenhaus Wesseling
Das Dreifaltigkeits-Krankenhaus Wesseling ist ein Krankenhaus der Grund- und Regelversorgung in Wesseling im nordrhein-westfälischen Rhein-Erft-Kreis in Deutschland. Ärztlicher Direktor ist Rolf Scholer-Everts.

## Geschichte
Maria Katharina Kasper von der Kongregation der Armen Dienstmägde Jesu Christi aus Dernbach im Westerwald, auch Dernbacher Schwestern genannt, schickte am 1. Juni 1865 drei Schwestern nach Wesseling. Sie zogen in ein kleines Haus an der Bahnhofstraße ein, das Fräulein Christina Krings für caritative Zwecke gestiftet hatte. Dort boten sie sowohl Waisenkindern als auch alten und pflegebedürftigen sowie kranken Menschen ein neues Heim. Das Haus wurde St. Josephshaus oder Klösterchen genannt.
Da ein Ausbau nicht mehr möglich war, beschloss der Kirchenvorstand am 17. Juli 1912 ein neues Krankenhaus zu errichten. Nach einigen Grundstücksbesichtigungen blieb ein Grundstück an der Bonner Straße von 151,52 Ar zum Neubau übrig. Der Baumeister Boohs aus Köln fertigte die Planung für den Bau des Krankenhauses, Altenheimes und Kinderheimes. Am 9. Oktober 1913 wurde mit dem Bau durch die Grundsteinlegung begonnen. Der Neubau wurde durch die Firma Clemens Kümpel aus Bonn errichtet. Die Bauleitung oblag dem Kölner Architekten Roß.
Mitten im Ersten Weltkrieg wurde der Neubau schon am 3. Februar 1915 bezogen. Die offizielle Einweihung war am 18. April 1915. Träger dieses neuen Krankenhauses war die Kirchengemeinde St. Germanus, die auch für die Finanzierung des Baus sorgte.
Im neuen Haus standen 50 Betten zur Verfügung; Belegärzte behandelten die Patienten und führten einfache Operationen durch. Diese Ärzte wurden in den folgenden Jahren teilweise durch hauptamtlich tätige Ärzten in der Chirurgie und Inneren Medizin ersetzt. Belegärzte gab es weiterhin in den Abteilungen Frauenheilkunde und HNO-Heilkunde.
1940 wurde im Krankenhaus eine Krankenpflegeschule mit neun Ausbildungsplätzen eingerichtet. Im Krankenhaus gab es jetzt schon 80 Betten. Bereits 1940 wurde die Klinik als Unfallkrankenhaus und zum „Durchgangsverfahren“ zugelassen.
Nach der Beseitigung der Kriegsschäden aus dem Zweiten Weltkrieg  gab 1956 die Pfarrei St. Germanus das Krankenhaus in die Trägerschaft des eingetragenen Vereins der Armen Dienstmägde Jesu Christi in Dernbach ab. Bis dahin hatten die Schwestern die Betriebsträgerschaft.
In den Jahren 1959 bis 1961 wurde das Krankenhaus erweitert. 1996 wurde der Eingangsbereich generalsaniert. Auch innerhalb des Hauses wurden viele Renovierungsarbeiten vorgenommen: Stationssanierungen und umfangreiche Brandschutzmaßnahmen wurden durchgeführt. 2010 erfolgte der Bau eines neuen Radiologie-Gebäudes und eines großzügigen vierstöckigen Bettenhausanbaus sowie die Sanierung der bestehenden Patientenzimmer. Im Juli 2014 wurden die umfassende Modernisierung und Erweiterung des Operations-Bereiches, der Notfallambulanz und des internistischen Funktionsbereiches abgeschlossen.

## Trägerschaft
Erster Träger war die Kirchengemeinde St. Germanus. Die Einrichtungen des eingetragenen Vereins der Armen Dienstmägde Jesu Christi wurden 1995 auf die Maria Hilf Kranken- und Pflegegesellschaft mbH mit Sitz in Dernbach übertragen. 2004 wurde das Krankenhaus im Rahmen der Umsetzung der Neugliederung der Einrichtungen der Maria Hilf Gruppe, Dernbach, auf die Maria Hilf NRW gGmbH, Gangelt, übertragen, die 2013 in Dernbacher Gruppe Katharina Kasper umbenannt wurde. Im Rahmen der Weiterentwicklung der Dernbacher Gruppe Katharina Kasper von einer regionalen in eine branchenorientierte Struktur wurde 2014 das Dreifaltigkeits-Krankenhaus Wesseling von der Maria Hilf NRW gGmbH in die Katharina Kasper ViaSalus GmbH überführt.

## Fachabteilungen
- Chirurgie
- Plastische Chirurgie
- Innere Medizin
- Anästhesie, Intensiv- und Palliativmedizin

### Spezialisierungen einzelner Fachabteilungen
- Darmzentrum Rhein-Erft
- Adipositaszentrum Wesseling
- Traumazentrum
- Basedow-Zentrum
- MIC-Zentrum für Minimalinvasive Chirurgie
- Hernien-Zentrum Wesseling
- Zentrum für Schilddrüsenerkrankungen
- Pankreaszentrum Rhein-Erft – zertifiziertes Viszeralonkologisches Zentrum

## Denkmalschutz
Die Stuckdecke im Eingangsbereich und die Krankenhauskapelle wurden am 19. Juli 1988 unter Nr. 69 in die Liste der Baudenkmäler in Wesseling eingetragen.

## Sonstiges
Hinter den angebauten Bettenhaus befindet sich ein kleiner Friedhof. Dort wurden bis 1995 die im Krankenhaus tätigen Schwestern des Konvents begraben. Da heute die pensionierten Schwestern in ein eigenes Altenpflegeheim in Dernbach einziehen, werden sie später auch dort begraben. Neben dem gepflegten Friedhof befindet sich eine Mariengrotte mit einer fast lebensgroßen Statue der Muttergottes. Oberin ist seit 2008 Schwester Clementine Ferdinand ADJC.

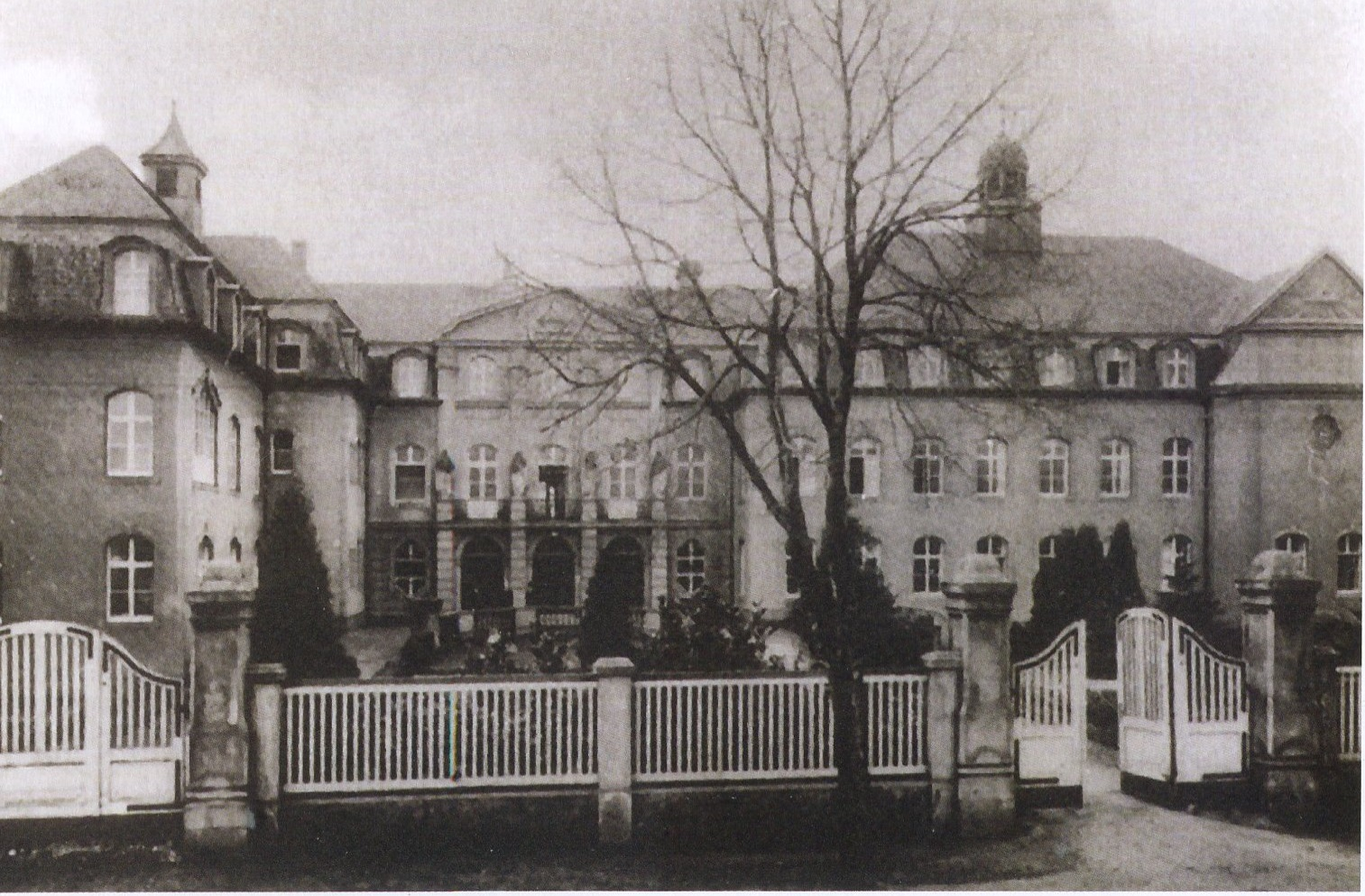
Krankenhaus 1915
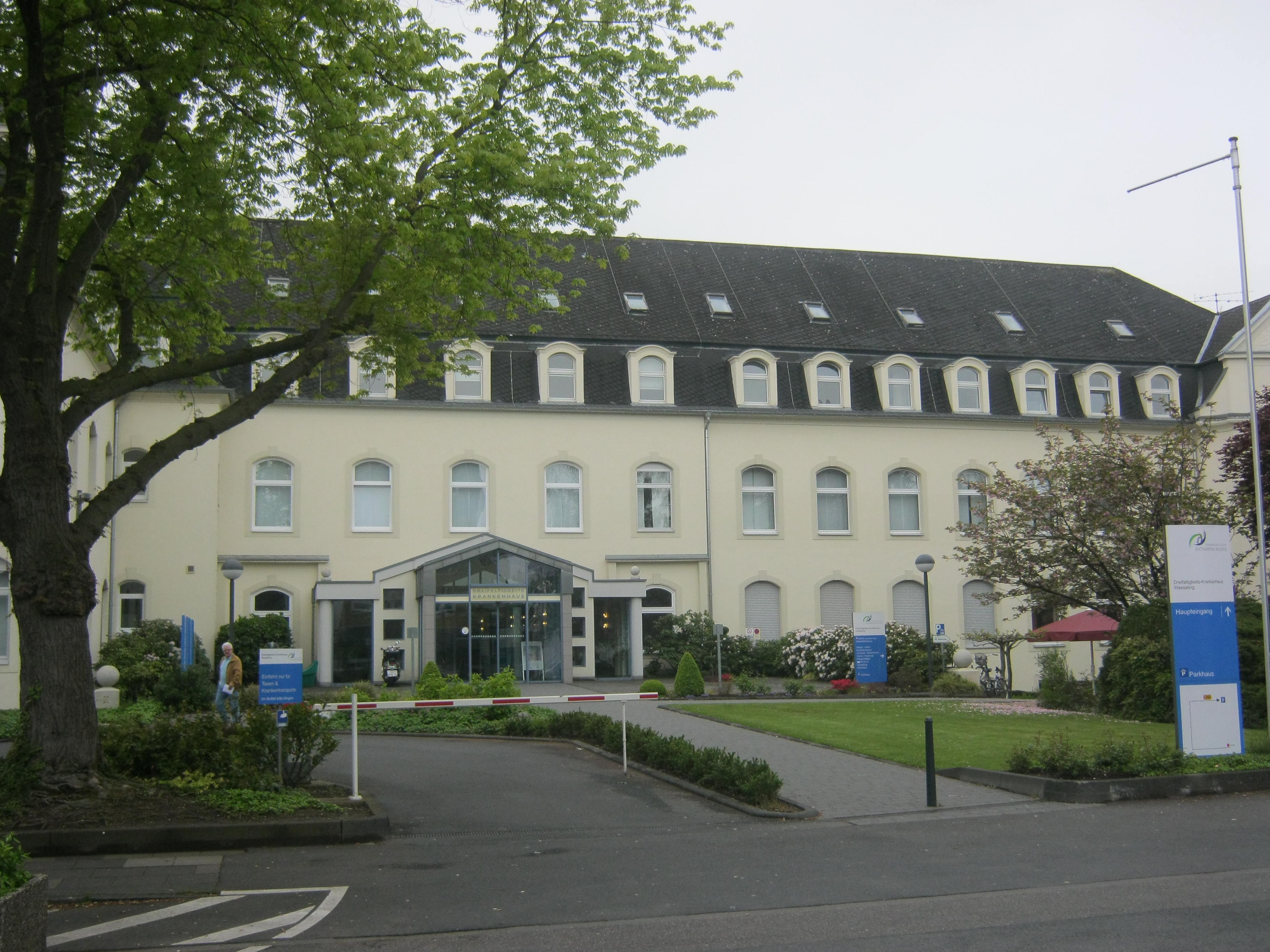
Vorderansicht
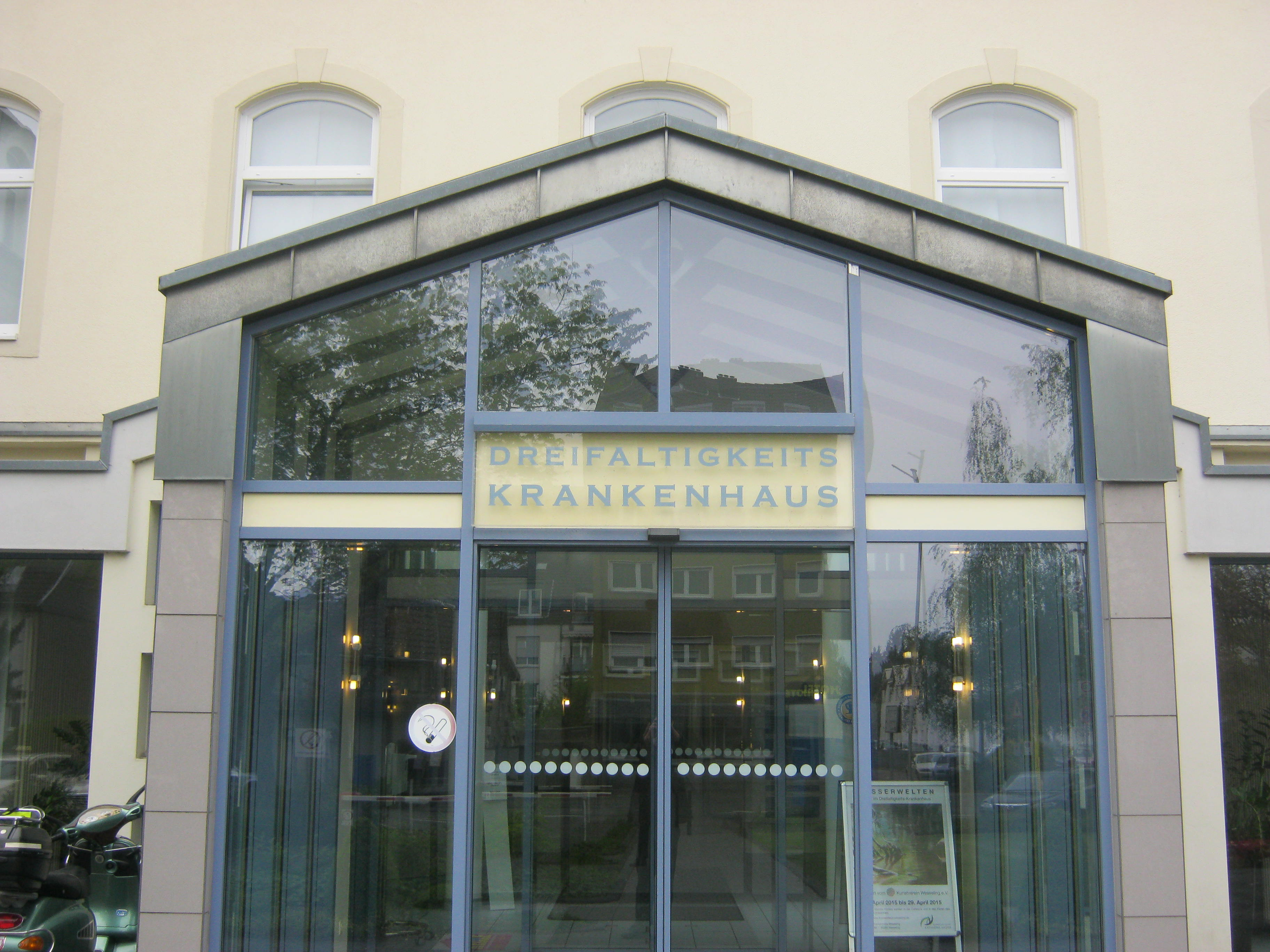
Eingang des Krankenhauses
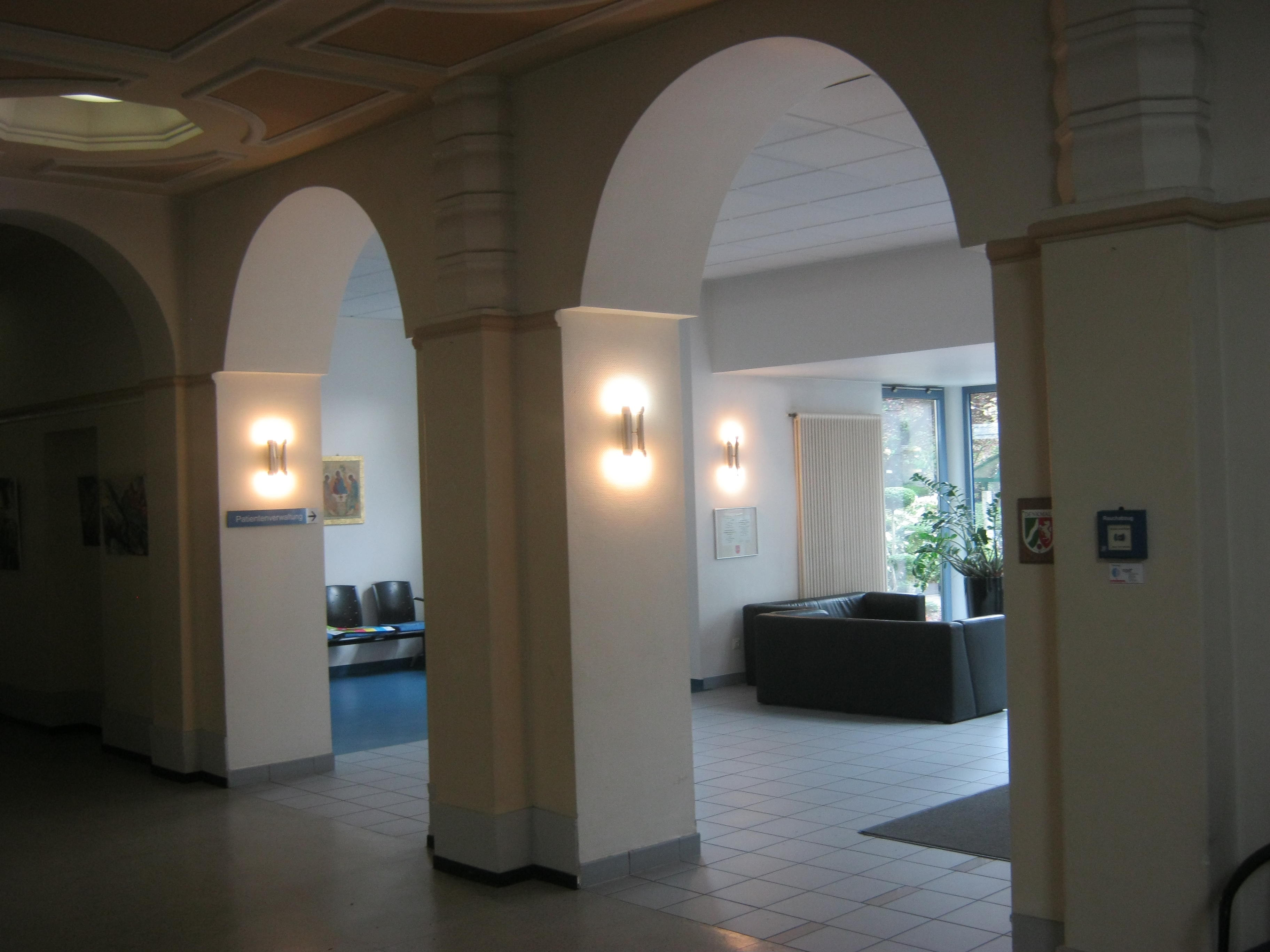
Die Eingangshalle
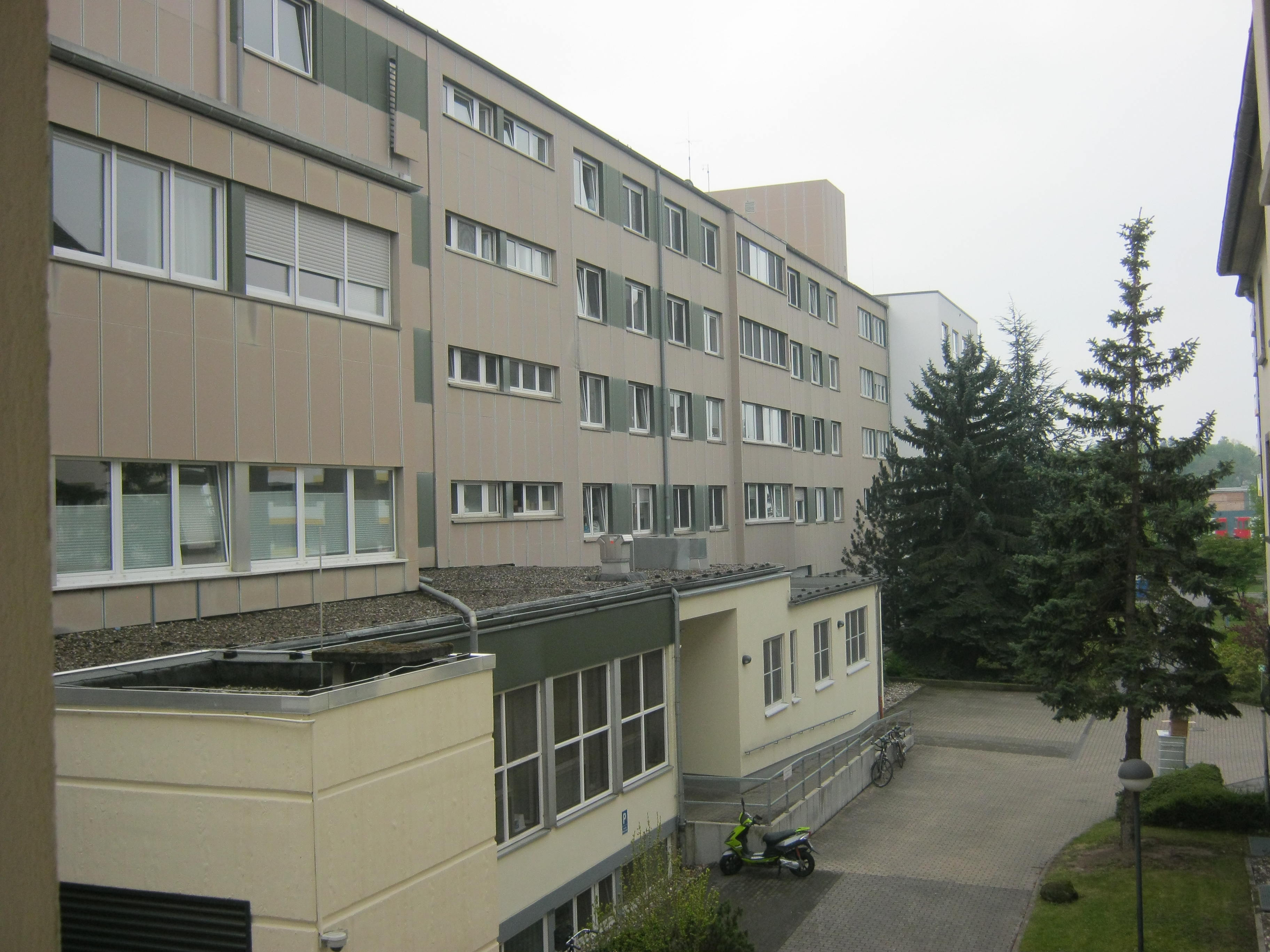
Bettentrakt des Krankenhauses
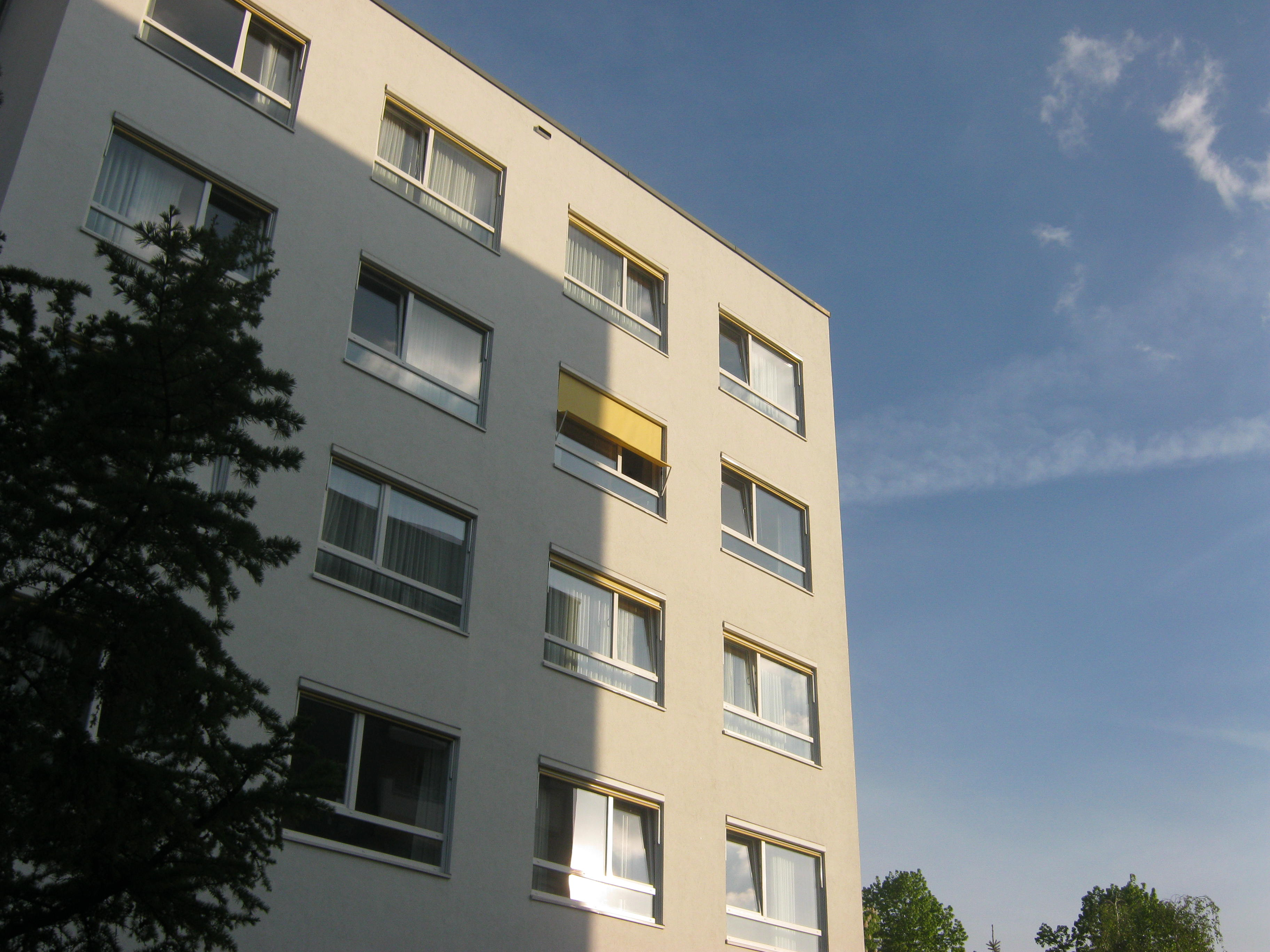
Bettentrakt Anbau des Krankenhauses
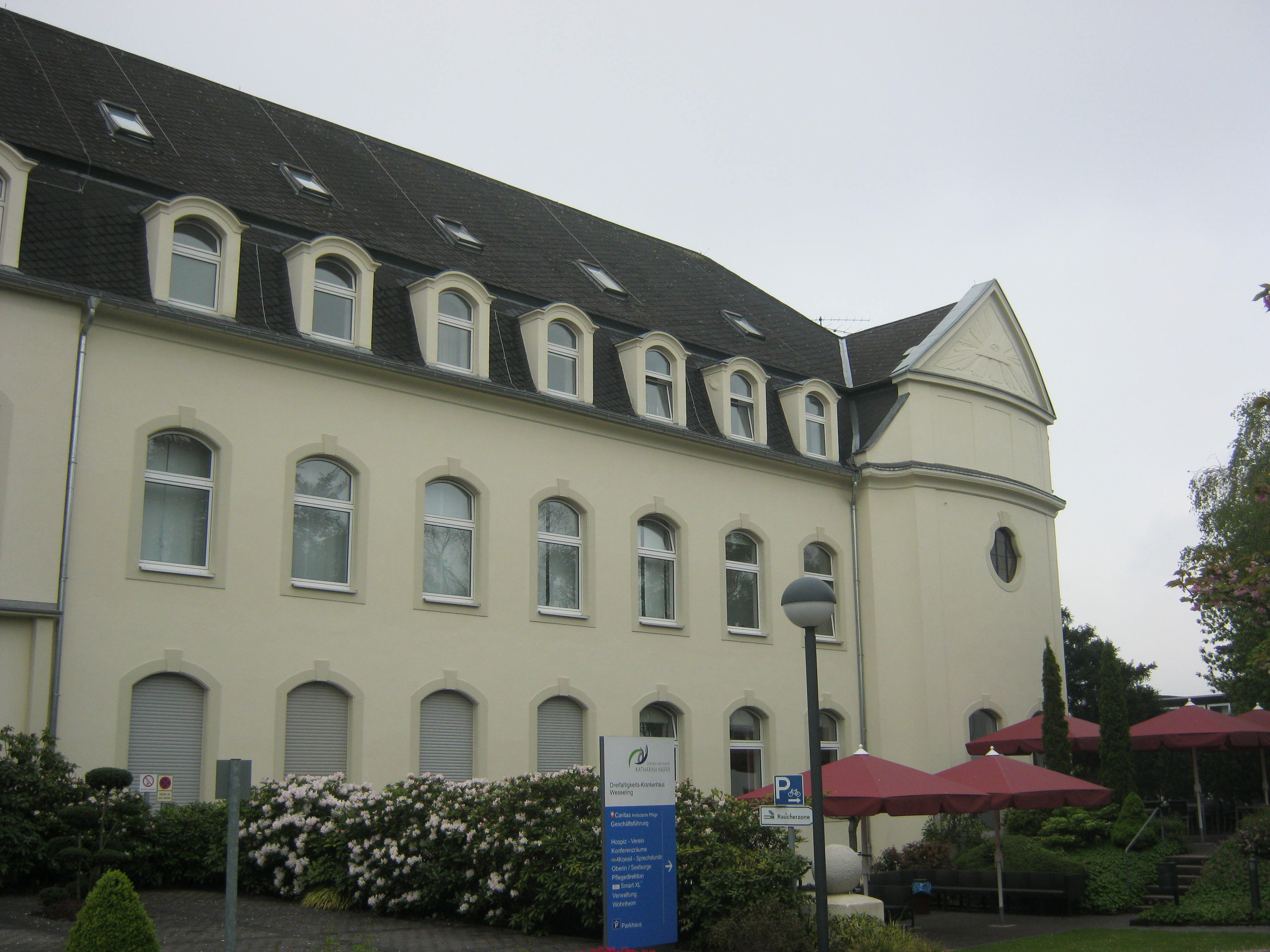
Rechte Seite des Krankenhauses
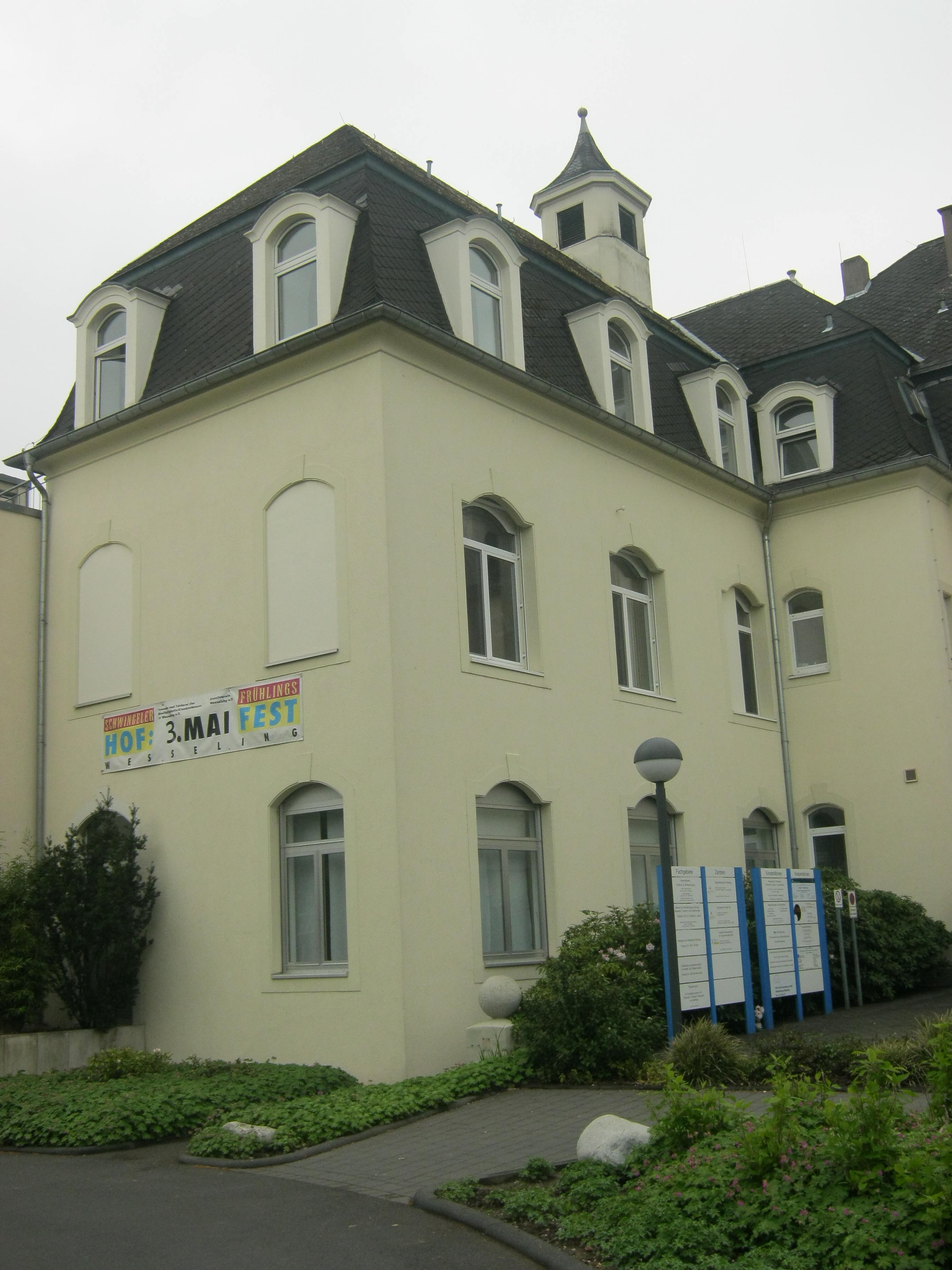
Linke Seite des Krankenhauses
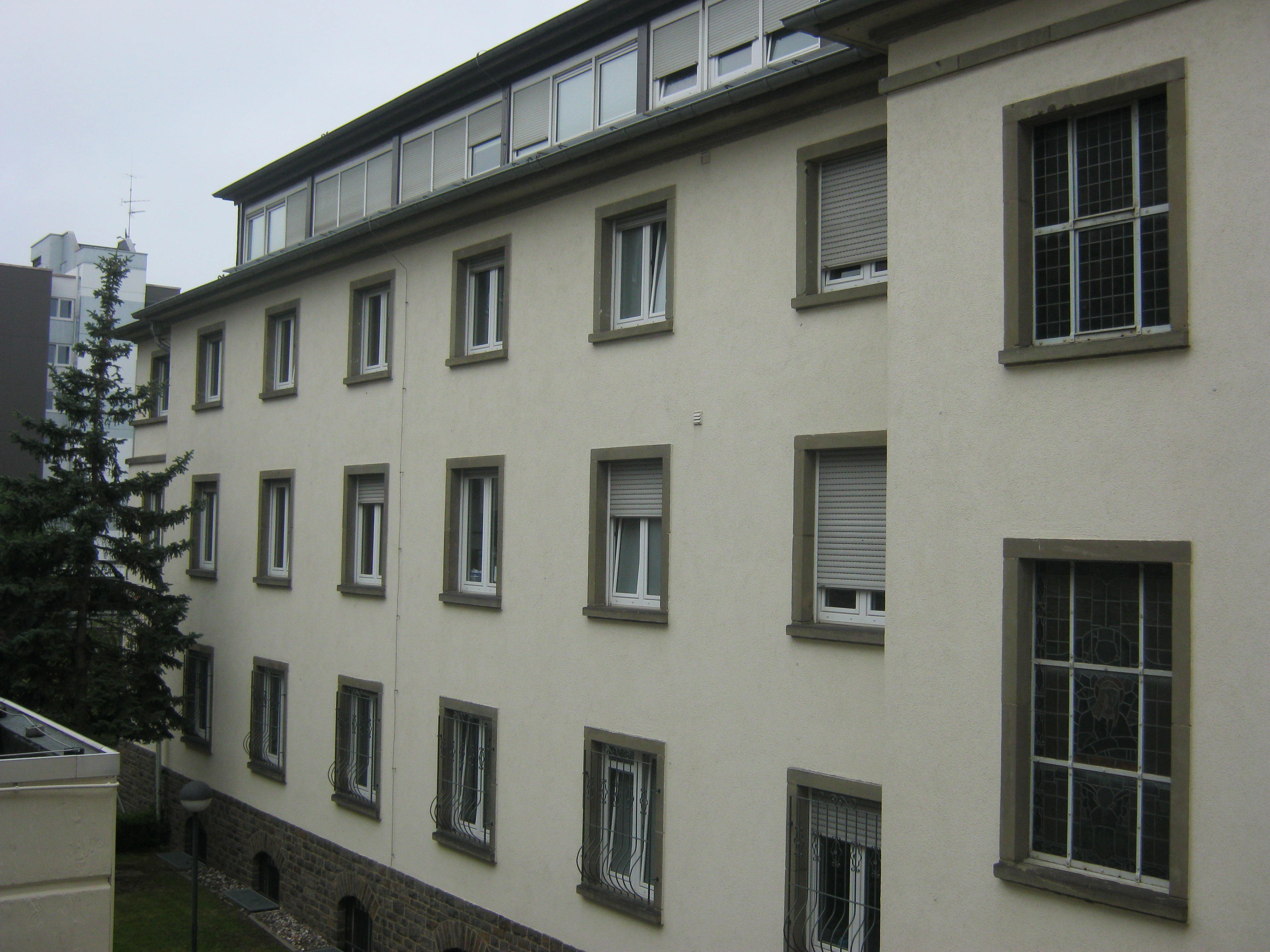
Nebentrakt des Krankenhauses
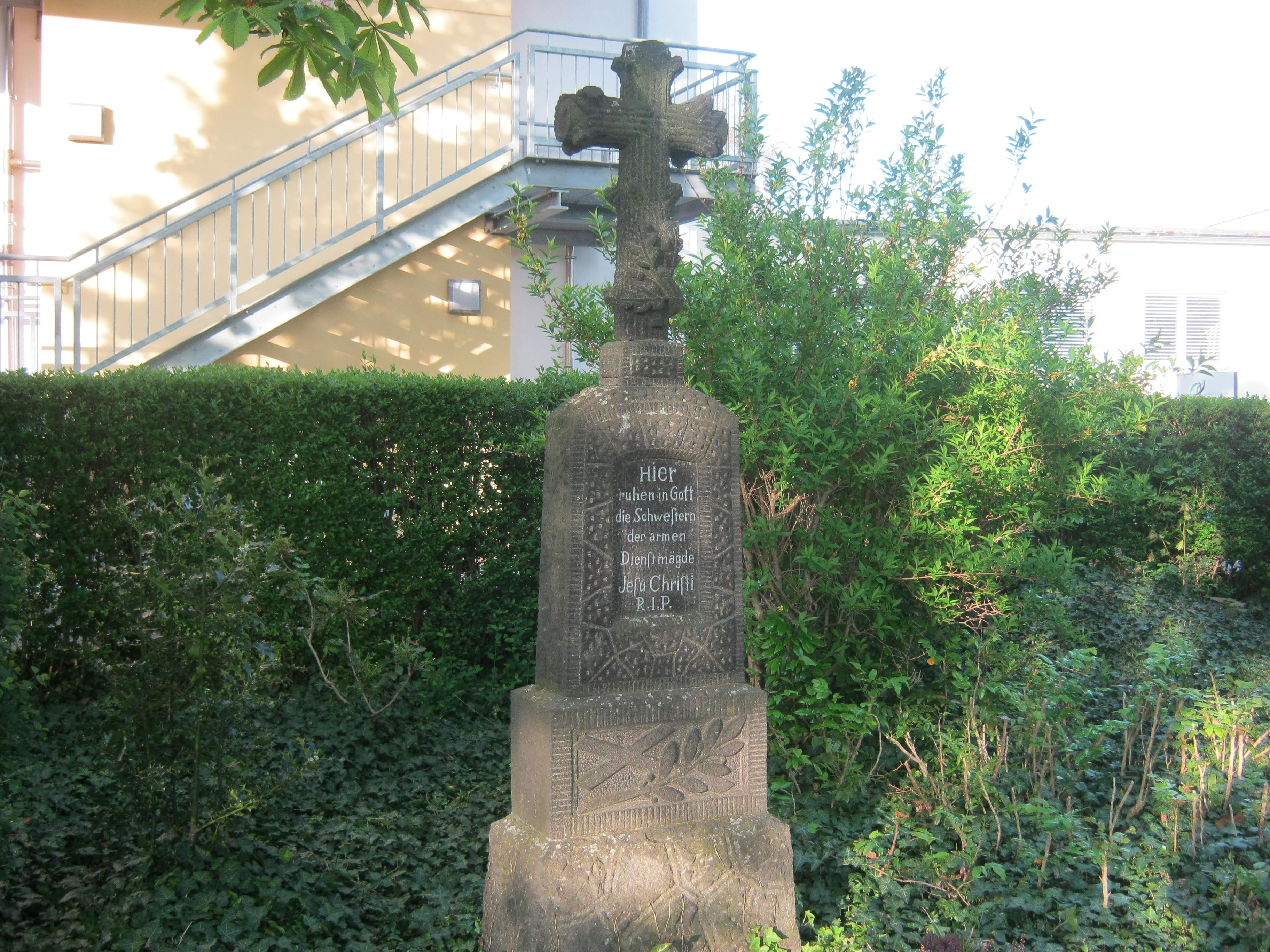
Friedhofskreuz am Krankenhaus
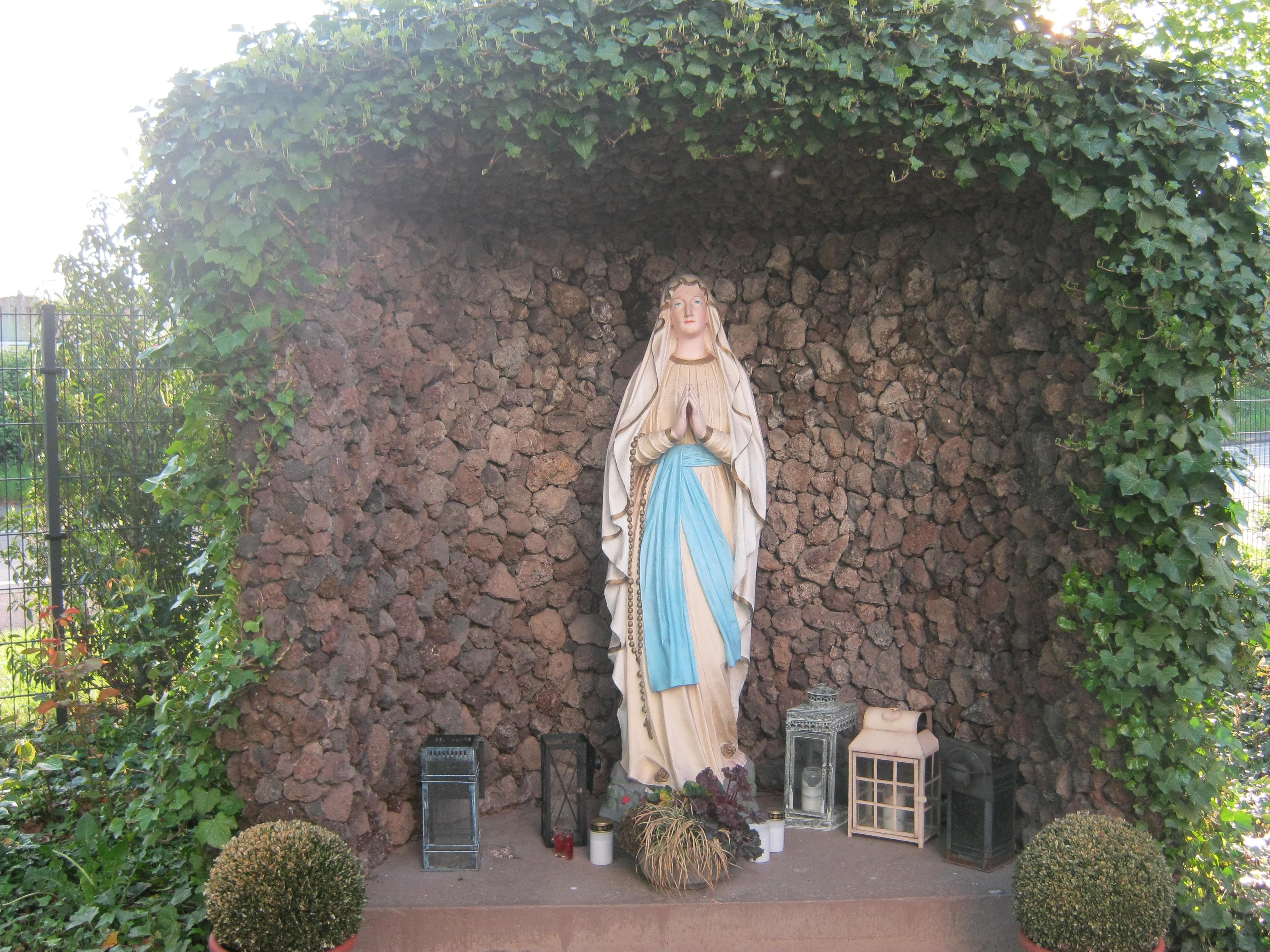
Mariengrotte am Krankenhaus
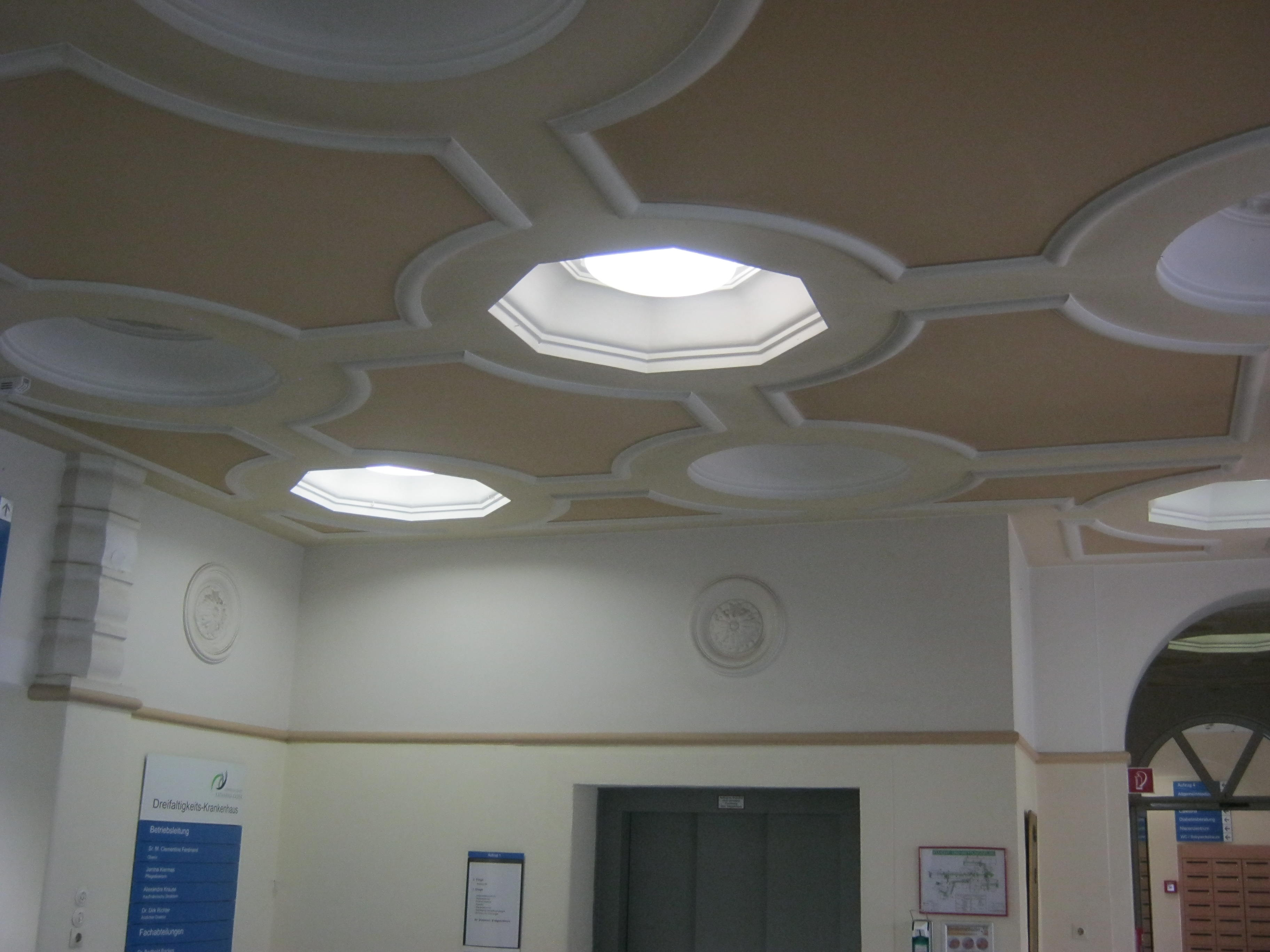
Die denkmalgeschützte Decke im Eingangsbereich
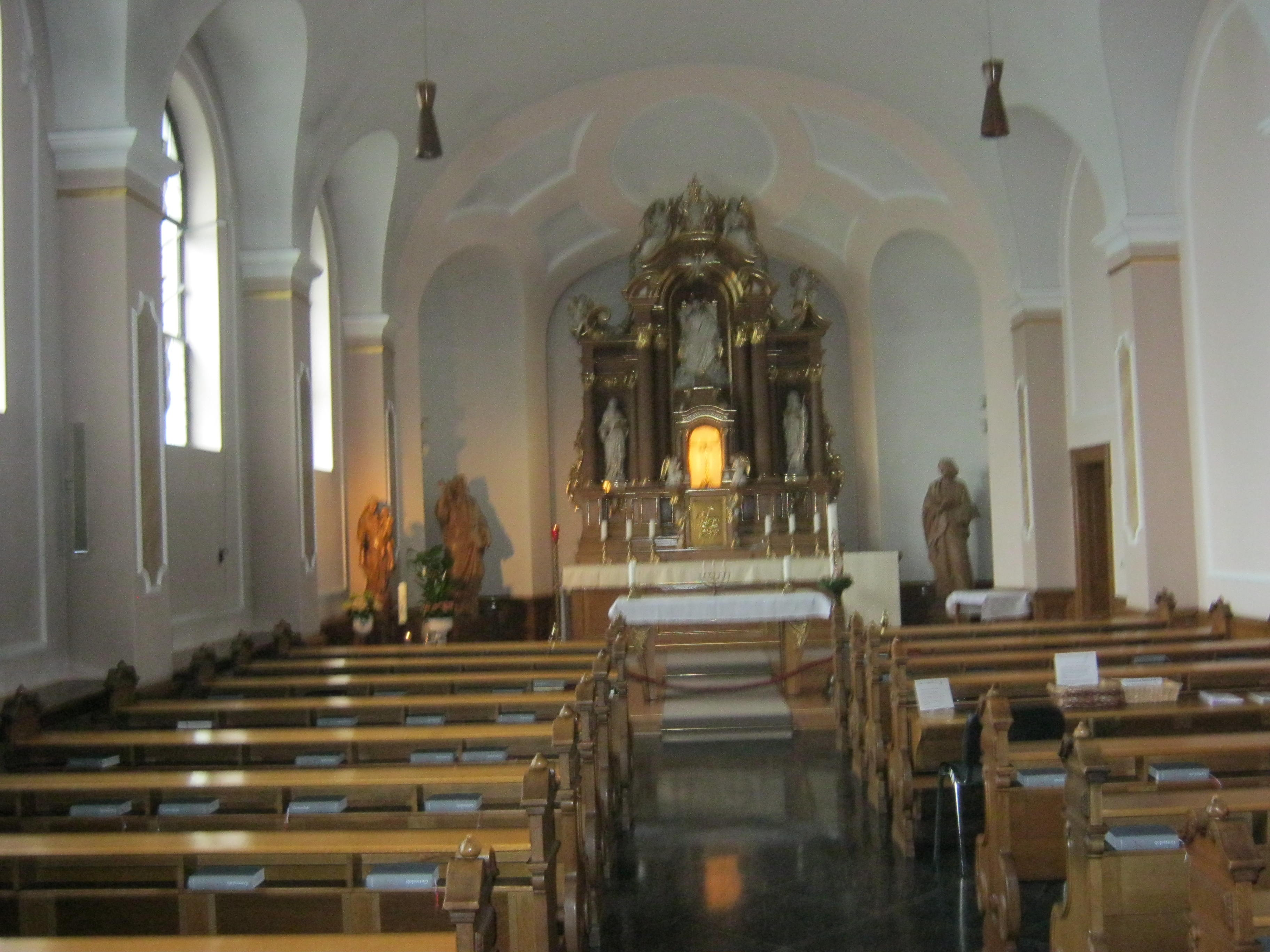
Die denkmalgeschützte Kapelle